# 奥利维尔·德里维耶
奥利维尔·德里维耶（法語：Olivier Derivière，1978年12月26日—）是一位法国的电子游戏配乐作曲家，最著名的几部作品包括：《暗夜独行（Alone in the dark）》《Obscure》， 《记忆骇客》的游戏配乐；其中《记忆骇客》的配乐获得了2013年 IFMCA 大奖的最佳原创游戏配乐奖。

## 作品列表
- Obscure（2004）
- Championsheep Rally（2006）
- My Little Flufties（2006）
- Obscure II（2007）
- Alone in the Dark（2008）
- The Fall Trilogy（2009）
- 魔法门之英雄无敌：王国（2009）
- Tangled: The Video Game（2010）
- Cardboard Castle（2011）
- Of Orcs and Men（2012）
- Harold（2013）
- 记忆骇客（2013）
- 刺客信条Ⅳ：黑旗（2013)）
- Bound by Flame（2014）
- Supernova（2015）
- Subject 13（2015）
- The Technomancer（2016）
- Get Even（2017）[4]
- The Council（2018）
- 吸血鬼（2018）
- 11-11: Memories Retold（2018）
- 瘟疫传说：无罪（2019）
- 貪婪之秋（2019）
- 怒之鉄拳4（2020）
- 垂死之光2（2020）[5]
- 瘟疫传说：安魂曲（2022）